# Dhrystone
Dhrystone ist der Name eines allgemeinen Test-Programmes (Benchmark), um die Leistungsfähigkeit unterschiedlicher Rechner oder Compiler zu vergleichen.
Die Rechenleistung beschreibt, wie viele Iterationen dieses Test-Programms pro Sekunde abgearbeitet werden und wird in „Dhrystones/s“ angegeben. Oft wird auch die Einheit Dhrystone MIPS, kurz DMIPS (1 DMIPS = 1757 Dhrystones / s) verwendet. Dieser Skalierungsfaktor stammt von der Ausführung des Dhrystone-Benchmarks auf einer VAX 11/780, die einen Dhrystone-Wert von 1757 erreichte und dabei als 1-MIPS-Maschine angesehen wurde. Deshalb wird teilweise auch die Bezeichnung Dhrystone VAX MIPS bevorzugt, um den Bezug zur VAX 11/780 zu betonen.

## Weitere Details
Der Dhrystone-Test wurde im Jahr 1984 von Reinhold Weicker entwickelt. Der Benchmark enthält nur Ganzzahl-Operationen, sein Name ist daher ein Wortspiel auf den damals sehr populären Gleitkommazahl-Benchmark Whetstone (englisch wet = nass, dry = trocken).
Wie die meisten Benchmarks besteht Dhrystone aus Standardcode, und sein Schwerpunkt liegt bei Zeichenketten-Operationen. Das Programm wird stark durch Hardware- und Software-Design, Compiler, Linker, Codeoptimierung, Cache-Speicher und Ganzzahl-Datentypen beeinflusst.